# Seznam ameriških igralcev (E)
George Eads - Jeanne Eagels - Jeff East - Leslie Easterbrook - Alison Eastwood - Clint Eastwood - Christine Ebersole - Buddy Ebsen - Aaron Eckhart - Nelson Eddy - Lisa Edelstein - Barbara Eden - Simone Eden - Louis Edmonds - Donna Edmondson - Ashley Edner - Bobby Edner - Richard Edson - Anthony Edwards - Barbara Edwards - Eric Edwards - Gail Edwards - Imia Fleur Edwards - Paddi Edwards - Sam Edwards - Vince Edwards - Zac Efron - Richard Egan (igralec) - Nicole Eggert - Marie Eguro - Jennifer Ehle - Lisa Eilbacher - Aron Eisenberg - Jesse Eisenberg - Anthony Eisley - David Glen Eisley - Elaine Miles - Jack Elam - Dana Elcar - Ron Eldard - Florence Eldridge - Eleanor Audley - Carmen Electra - Erika Eleniak - Bodhi Elfman - Jenna Elfman - Elizabeth Allen (igralka) - Shannon Elizabeth - Robert Ellenstein - Jane Elliot - Maxine Elliott - Andrea Elson - Julian Eltinge - Frederick W. Elvidge - Ron Ely - Ethan Embry - Hope Emerson - David Emge - Eminem - Noah Emmerich - Georgia Engel - Dave England - Robert Englund - Joy Enriquez - Brian Eppes - Kathryn Erbe - Leif Erickson - Mark Erickson - Giancarlo Esposito - Jennifer Esposito - Susie Essman - Will Estes - Emilio Estevez - Joe Estevez - Shari Eubank - Chris Evans (igralec) - Dale Evans - Linda Evans - Maurice Evans (igralec) - Chad Everett - Angie Everhart - Jason Evers - Greg Evigan - Melissa Evridge - Kayla Ewell - Tom Ewell - Andi Eystad - William Eythe - 